# Loicia da Prata
Loicia (Aloicia) da Prata, Aluica da Prata eller Alucia da Frata, var en dogaressa av Venedig, gift med Venedigs doge Reniero Zeno (r. 1252-1268). 
Hon beskrivs som vacker, dygdig och generös. Hon grundade bland annat ett sjukhus. Loicia blev med en ny lag förbjuden att som dogaressa ge donationer eller ta emot supplikanter, men hon överträdde dessa regler genom att bedriva välgörenhet, något hon blev känd för. Hon ska ha överlevt maken med många år och gjort stora donationer i sitt testamente. Hon beskrivs som en populär dogaressa.